# 褐沙蛇鰻
褐沙蛇鰻，為輻鰭魚綱鰻鱺目糯鰻亞目蛇鰻科的一種，分布於東大西洋區，從伊比利半島至南非；西印度洋的莫三比克南部；西太平洋的日本及澳洲海域，棲息深度可達300公尺，體長可達250公分，棲息在沙泥底質海域，會將身體埋藏於沙泥中，屬肉食性，可做為食用魚。